# Waffensystemoffizier

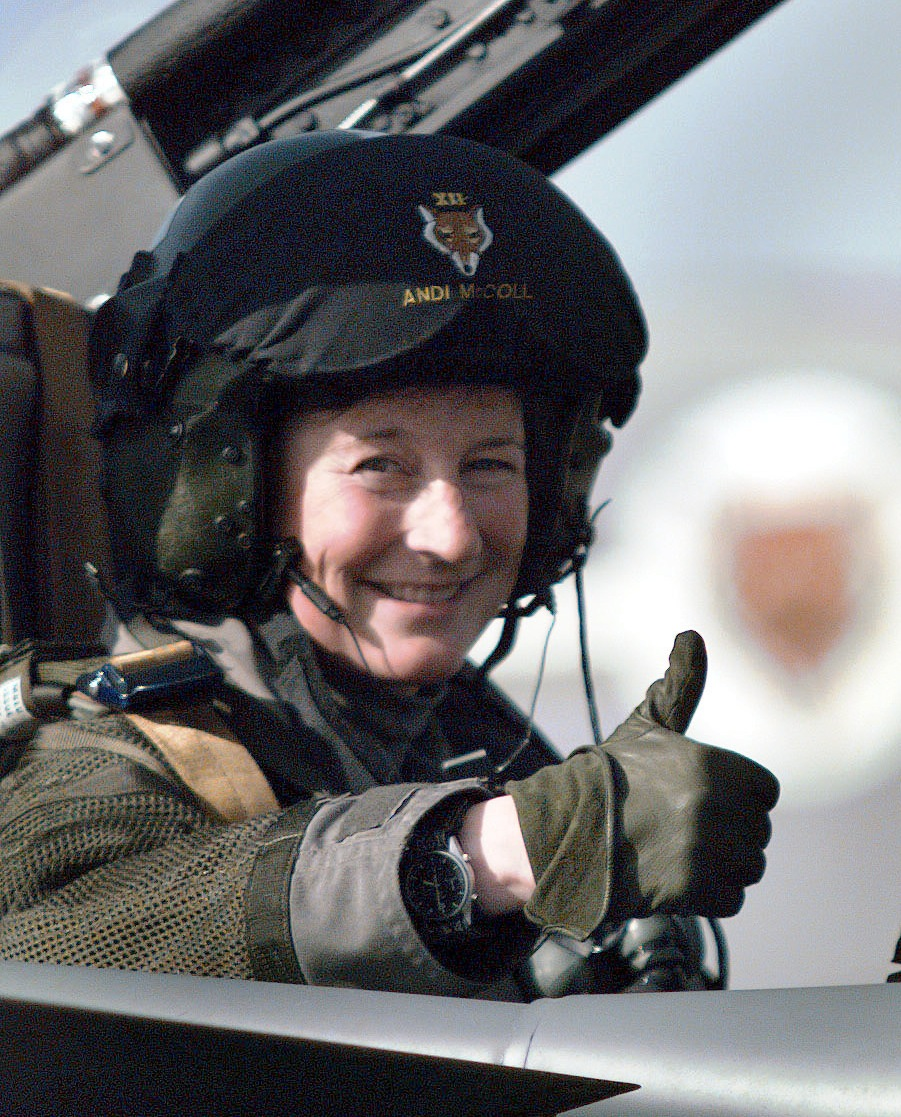
Ein weiblicher WSO in einem Tornado der RAF

Als Waffensystemoffizier (WSO) (englisch Weapon Systems Officer) (Abk.: Wizzo) wird das zweite Besatzungsmitglied in zweisitzigen Kampfflugzeugen oder Kampfhubschraubern bezeichnet. Bis zum Ende des Zweiten Weltkriegs war in Deutschland die Bezeichnung Beobachter gebräuchlich.
Bei der deutschen Luftwaffe werden Waffensystemoffiziere auf dem Waffensystem Panavia Tornado eingesetzt. Weitere bekannte zweisitzige Flugzeugmuster mit WSO sind die Kampfflugzeuge F-4 F Phantom, Suchoi Su-24, F-14 Tomcat, General Dynamics F-111, McDonnell Douglas F-15E Strike Eagle und F/A-18 B/D/F (Super) Hornet.

## Aufgaben

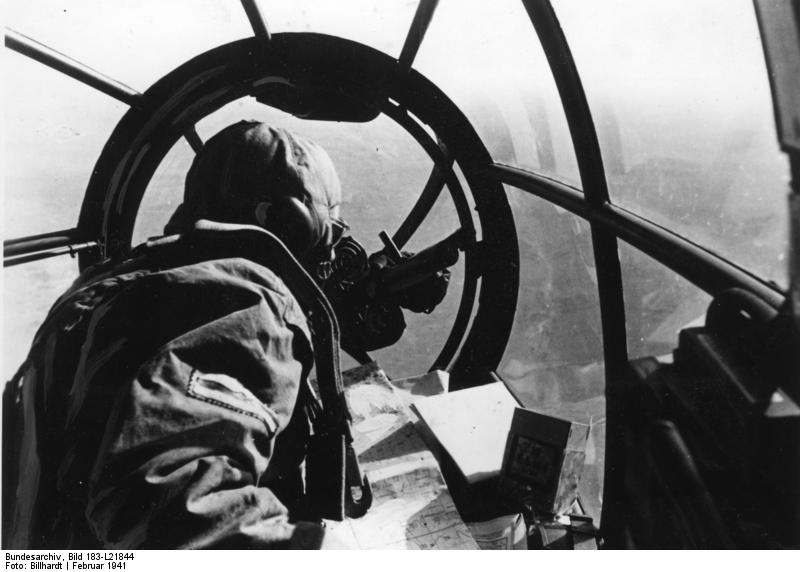
Vorläufer des heutigen WSO: Bordschütze/Navigator in einer He 111

Das Tätigkeitsbild der WSO ist facettenreich und beinhaltet eine Reihe von Aufgaben und Tätigkeiten, die im konkreten Einzelfall abhängig sind vom Luftfahrzeugtyp und der jeweiligen Einsatzrolle:
Als nicht steuerführendes Mitglied der Cockpitcrew übt der WSO immer die überwachende und unterstützende Funktion eines Pilot Non Flying (PNF) aus (Checkliste, Bedienen von Kommunikations- und Navigationsanlagen und Überwachen des Einhaltens von Flugparametern). Im taktischen Einsatz bedienen WSO die Bordelektronik für den Waffeneinsatz und die elektronische Kampfführung, überwachen den Luftraum, planen den Waffeneinsatz etc. Pilot und WSO arbeiten im Team. Bei der Flugvorbereitung plant ein WSO die taktischen Anteile des Fluges, bei der Vorflugkontrolle überprüft er die Bewaffnung, während der Pilot das Flugzeug übernimmt. Grundsätzlich trägt der verantwortliche Luftfahrzeugführer, der Pilot, die Gesamtverantwortung für die sichere und regelkonforme Führung des Luftfahrzeuges. Die Verantwortung des WSO ist abhängig von den auf dem Luftfahrzeugtyp zur Verfügung stehenden Funktionen, der Einsatzrolle (Kampfbomber, Luftkampf, Luftaufklärung etc.) und dem Ausbildungsstand.
Ein Beispiel für ein Kampfflugzeug mit einer noch weiter aufgegliederteren Aufgabenverteilung ist der strategische Bomber B-1 Lancer mit vier Besatzungsmitgliedern. Hier bedient der Offensive System Officer (OSO) unter anderem die Bewaffnung und der Defensive System Officer (DSO) die Selbstschutzsysteme.
Mit der Einführung leistungsfähigerer Avionik (zum Beispiel verbesserter Navigationssysteme) zur Unterstützung des Piloten geht derzeit die Entwicklung bei Kampfflugzeugen hin zu einsitzigen Maschinen. Auch für das Mehrzweckkampfflugzeug Eurofighter Typhoon werden keine Waffensystemoffiziere mehr benötigt.

## Weitere Bezeichnungen

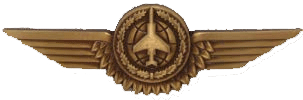
Tätigkeitsabzeichen für WSO der Bundeswehr

Tätigkeitsabzeichen für WSO der USAF

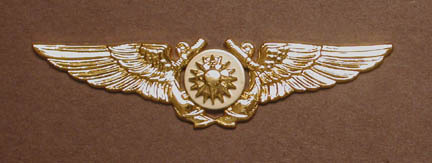
Tätigkeitsabzeichen für WSO des USMC

Eine kurze, griffige Beschreibung des Aufgabenspektrums ist schwierig. Dies erklärt auch die unterschiedlichen Bezeichnungen für die Tätigkeit: Seit dem Ersten Weltkrieg wurden mitfliegende Begleitoffiziere bei den deutschen Fliegern Flugbeobachter genannt. Die Bezeichnung der bundesdeutschen Luftwaffe lautete zunächst bis in die 1970er Jahre Kampfbeobachtungsoffizier (KBO), erst danach änderte sich die Bezeichnung in WSO. Die auf der FGR-2 eingesetzten WSO der Royal Air Force wurden einfach als Navigator bezeichnet. Mit Einführung des Tornado wandelte sich die Tätigkeitsbezeichnung in WSO. Der im vorderen Cockpit sitzende Mil Mi-24-Bordschütze (Kopilot) trug in den NVA-Luftstreitkräften die Bezeichnung Operator. In den US-Streitkräften ist in der Luftwaffe die Bezeichnung WSO im Gebrauch, während die entsprechende Tätigkeit in der F-14 Tomcat der US Navy als Radar Intercept Officer (RIO), bzw. allgemein als Naval Flight Officer bezeichnet wird. Im Deutschen wird der RIO gelegentlich, wenn auch unpräzise, als „Radaroffizier“ übersetzt. Umgangssprachlich wird ein WSO auch oft einfach „Backseater“ genannt, eine Anspielung auf den üblicherweise im hinteren Cockpit angeordneten Arbeitsplatz.

## Ausbildung
WSO der Luftwaffe durchlaufen nach der vorgeschalteten Offizierausbildung die nachfolgende Fachausbildung: Die fliegerische Vorausbildung wird an der Universität der Bundeswehr in München  und bei der 3. Deutschen Luftwaffenausbildungsstaffel USA in Goodyear, Arizona, USA durchgeführt. Danach folgt der WSO-Lehrgang bei der US Navy in Pensacola, Florida, USA.  Die anschließende Waffensystemausbildung auf der F-4F Phantom erfolgte bis zu deren Außerdienststellung beim Jagdgeschwader 71 in Wittmund, die für den Tornado erfolgte bis 2017 beim Fliegerischen Ausbildungszentrum der Luftwaffe auf der Holloman Air Force Base, New Mexico, USA. Derzeit wird die Ausbildung für das Waffensystem Tornado im Taktischen Luftwaffengeschwader 51 in Jagel durchgeführt. Die Ausbildung wird mit Zuerkennung der Einsatzreife im späteren Einsatzverband abgeschlossen.